# Stan Anderson
Stanley "Stan" Anderson (Horden, 27 de fevereiro de 1933 - 10 de junho de 2018) foi um ex-futebolista e treinador inglês, que atuava como meia.

## Carreira
Stan Anderson fez parte do elenco da Seleção Inglesa de Futebol que disputou a Copa do Mundo de 1962.
Morreu em 10 de junho de 2018, aos 85 anos.

## Ligações Externas
- Perfil (em inglês)